# Die menschliche Komödie
Die menschliche Komödie (frz. La Comédie humaine) ist der Titel, den Honoré de Balzac (1799–1850) – in Anspielung auf Dantes Göttliche Komödie – im Jahre 1842 seinem Romanwerk gab. Thema dieses Romanwerks ist die französische Gesellschaft in der Zeit der konservativ-monarchistischen Restauration.
Die menschliche Komödie umfasst sowohl Essays als auch realistische Romane, Kurzgeschichten, Erzählungen, 25 unvollendete Werke, aber auch 8 Frühwerke, die zwischen 1822 und 1825 verfasst wurden. Bis zu seinem Tod vollendete Balzac 91 des auf 137 Romane und Erzählungen angelegten Gesamtwerks.
Balzac verbindet die Einzelromane zu einem komplexen System, im Rahmen dessen die Personen von Roman zu Roman immer wieder in Erscheinung treten. Mit dieser literarischen Innovation will Balzac ein umfassendes (Sitten-)Gemälde der französischen Gesellschaft der ersten Hälfte des 19. Jahrhunderts entwerfen:
„Die Unermeßlichkeit eines Planes, der zugleich die Geschichte und die Kritik der Gesellschaft, die Analyse ihrer Übel und die Erörterung ihrer Prinzipien umfasst, berechtigt mich, so scheint es mir, meinem Werk den Titel zu geben, unter dem es heute erscheint: Die Menschliche Komödie.“

## Gedankliche Grundlagen

### Geoffroy Saint-Hilaire
In der Vorrede zur Menschlichen Komödie legt Balzac sein poetologisches Programm dar. Dabei geht er von der Theorie des französischen Zoologen Étienne Geoffroy Saint-Hilaire zur Herkunft der verschiedenen Gattungen im Tierreich aus, die während des Pariser Akademiestreits im Jahre 1830 viel diskutiert wurde.
Balzac fasst Saint-Hilaires Annahme der „Einheit in der Vielheit“ folgendermaßen kurz zusammen:
„Es gibt nur ein Tier. Der Schöpfer hat sich für alle organischen Wesen nur eines einzigen Musters bedient. Das Tier ist ein Grundwesen, das seine äußere Gestalt oder, genauer, die Unterschiede seiner Gestalt in den Umgebungen annimmt, in denen es sich zu entwickeln berufen wird. Aus diesen Unterschieden ergeben sich die zoologischen Arten.“

### Balzacs Gesellschaftstheorie
Ausgehend von Saint-Hilaires Theorie, dass die Phänotypen der Tiere von deren Umgebung geprägt werden, entwirft Balzac in der Vorrede zur Menschlichen Komödie seine Ansicht der menschlichen Gesellschaft, indem er sie mit dem Tierreich vergleicht:
„Da ich von diesem System durchdrungen war, [...] so erkannte ich, daß die Gesellschaft in dieser Hinsicht der Natur glich. Macht nicht auch die Gesellschaft aus dem Menschen je nach den Umgebungen, in denen sein Handeln sich entfaltet, ebenso viele verschiedene Menschen, wie es in der Zoologie Variationen gibt? Die Unterschiede zwischen einem Soldaten, einem Arbeiter, einem Verwaltungsbeamten, einem Advokaten, einem Müßiggänger, einem Gelehrten, einem Staatsmann, einem Kaufmann, einem Seemann, einem Dichter, einem Bettler und einem Priester sind, wenn auch schwieriger zu definieren, so doch nicht minder beträchtlich als jene, die den Wolf, den Löwen, den Esel, die Krähe, den Hai, die Meerkuh, das Schaf und andere unterscheiden. Es hat also ewig soziale Gattungen gegeben und wird ihrer ewig geben, wie es zoologische Gattungen gibt.“
Allerdings sieht Balzac auch einen grundlegenden Unterschied zwischen zoologischen und sozialen Gattungen. Die sozialen „Gattungen“ oder Schichten sind nach oben und unten durchlässig, „die soziale Stellung ist Zufällen unterworfen, wie die Natur sie sich nicht erlaubt“ (aus der Vorrede), was die menschliche Gesellschaft zu einem spannenden und dynamischen System macht.

## Die Idee zur „Menschlichen Komödie“

### Die „Marktlücke“ in der Geschichtsschreibung
Obwohl nach Balzacs Überzeugung die sozialen Stellungen der Menschen sowie die Gewohnheiten der Gesellschaft selbst dem Wandel unterworfen sind, fehlt in diesem Bereich des menschlichen Lebens im Gegensatz zu den vermeintlich großen Geschichtsereignissen eine Form der Dokumentation und Analyse. In diesem Zusammenhang kritisiert Balzac den trockenen Stil und die einseitige Auswahl der Gegenstände in den Geschichtsbüchern und beschließt, dass er „den ständigen, täglichen, geheimen oder offen zutage liegenden Tatsachen, den Handlungen des individuellen Lebens, ihren Ursachen und ihren Prinzipien die gleiche Bedeutung beilege, die bisher die Historiker den Ereignissen des öffentlichen Lebens der Nationen beigelegt haben“ (ibid.).
Balzac erkennt, dass das Privatleben der Menschen und insbesondere die dahinter stehende Gesetzmäßigkeit viele Leser interessieren. Um diese Sittenstudie der französischen Gesellschaft darstellen zu können, muss Balzac eine fiktive Gesellschaft mit mehreren tausend handelnden Personen erfinden, die „dem innersten Wesen ihres Jahrhunderts abgelauscht“ (ibid.) sind.

### Inspiration bei Walter Scott
Indessen weiß Balzac nicht, wie er diese Menge an notwendigen Charaktere in seinem literarischen Werk zu einem interessanten Drama vereinen soll, mit dem er seine Ziele, die Darstellung der zeitgenössischen französischen Gesellschaft in ihrer Gesamtheit und die philosophische Durchdringung dieser gesellschaftlichen Prozesse, verwirklichen kann.
Erst die Begegnung mit Walter Scotts Werk soll Balzac die Augen öffnen. Scott „führte den Geist der alten Zeiten ein; er vereinigte in ihr das Drama, den Dialog, das Porträt, die Landschaft und die Schilderung; er wies dem Wunderbaren und dem Wahren seine Stellung an, jenen Elementen der Epik, und bei ihm berührte sich die Poesie mit der Vertraulichkeit der niedrigsten Sprache. Aber da er weniger ein System ersonnen, als vielmehr im Feuer der Arbeit oder durch die Logik der Arbeit seine Manier gefunden hatte, so war ihm nie der Gedanke gekommen, seine Dichtungen miteinander zu verknüpfen, so daß durch die Nebeneinanderordnung eine vollständige Geschichte entstand, deren jedes Kapitel ein Roman war und jeder Roman eine Zeitgeschichte. Als ich diesen Mangel der Bindung erkannte, der übrigens die Größe des Schotten nicht schmälert, sah ich zugleich das System, das der Ausführung meines Werkes günstig war, und die Möglichkeit, es auszuführen.“ (ibid.)

## Stoff und Charaktere
Balzac hat keine Schwierigkeiten, Stoffe für seine Romane zu finden, in denen er vom Verhalten seiner Zeitgenossen gesellschaftliche Regeln ableiten und die Funktionsweise der Gesellschaft philosophisch durchdringen will:
„Der Zufall ist der größte Romandichter der Welt: um fruchtbar zu werden, braucht man nur zu studieren. Die französische Gesellschaft sollte der Historiker sein, ich nur ihr Sekretär. Wenn ich die Inventur der Laster und Tugenden aufnahm, wenn ich die hauptsächlichsten Daten der Leidenschaften sammelte, wenn ich die Charaktere schilderte, wenn ich die wichtigsten Ereignisse des sozialen Lebens auswählte, wenn ich durch die Vereinigung der Züge vieler gleichartiger Charaktere Typen schuf, so konnte es mir vielleicht gelingen, die von so vielen Historikern übersehene Geschichte zu schreiben: die der Sitten.“ (ibid.)
Balzac erstellt also eine Chronik der französischen Gesellschaft, die – abgesehen von notwendigen Vorgeschichten zur Erklärung der Biografie einer Person oder der Handlung eines Romans – von 1830 (in diesem Jahr spielt der Roman Séraphîta) bis 1846 (Les Comédiens sans le savoir) reicht.
Um die Sitten einer ganzen Gesellschaft darzustellen, schildert Balzac gut 2000 markante Gestalten seiner Zeit, mit denen er versucht, das ganze Spektrum einer Gesellschaft auszufüllen. Über 50 dieser Charaktere besitzen eine detailliert ausgearbeitete Biografie, die in den verschiedenen Romanen, in welchen sie erscheinen, aus jeweils verschiedenen Blickwinkeln beleuchtet wird.
Zu den zentralen Figuren der Comédie Humaine zählen unter anderem:
- Horace Bianchon (erscheint in 24 Romanen/Erzählungen): Arzt
- Jean-Jacques Bixiou (erscheint in 19 Romanen/Erzählungen): Beamter, Künstler
- Joseph Bridau (erscheint in 13 Romanen/Erzählungen): Maler
- Graf Henri de Marsay (erscheint in 28 Romanen/Erzählungen): Dandy, Politiker
- Diane de Maufrigneuse (erscheint in 21 Romanen/Erzählungen): Adelige
- Raoul Nathan (erscheint in 19 Romanen/Erzählungen): Literat, Politiker
- Baron Frédéric de Nucingen (erscheint in 38 Romanen/Erzählungen): habgieriger Finanzier
- Eugène-Louis de Rastignac (erscheint in 28 Romanen/Erzählungen): Dandy, Politiker
- Marquis de Ronquerolles (erscheint in 20 Romanen/Erzählungen): impertinenter Zeitgenosse
- Comtesse Hugret de Sérisy (erscheint in 20 Romanen/Erzählungen): Adelige
- Maxime de Trailles (erscheint in 19 Romanen/Erzählungen): Dandy, Krimineller
- Jacques Collin, alias Vautrin, alias Abbé Carlos Herrera, alias Trompe-la-Mort, alias M. de Saint-Estève (erscheint in 6 Romanen/Erzählungen): Krimineller, später Polizist

Jede dieser Personen steht jeweils auch repräsentativ für ihren sozialen Stand oder die Berufsgruppe, der sie angehört.

## Gliederung des Werkes
Balzac unterteilt sein Gesamtwerk in drei Hauptteile: Sittenstudien, philosophische Studien, analytische Studien. Vor allem der letzte Teil des systematisch geplanten Werks blieb unvollendet, obwohl Balzac über 20 Jahre lang unablässig Nacht für Nacht daran arbeitete. Flüchtigkeitsfehler hinsichtlich der Biografien seiner Charaktere unterliefen ihm dabei sehr selten.

### Sittenstudien (Études de mœurs)

#### Szenen aus dem Privatleben (Scènes de la vie privée)
- Das Haus "Zum ballspielenden Kater" (La Maison du chat-qui-pelote, 1830)
- Der Ball zu Sceaux (Le Bal de Sceaux, 1830)
- Memoiren zweier Jungvermählter (Mémoires de deux jeunes mariées, 1841/42)
- Die Börse (La Bourse, 1832)
- Modeste Mignon und die drei Liebhaber (Modeste Mignon ou les trois Amoureux, 1844)
- Ein Lebensbeginn (Un dèbut dans la vie, 1842)
- Albert Savarus (1842)
- La Vendetta (La Vendetta, 1830) (dt. auch Korsische Blutrache oder Blutrache)[2]
- Eine doppelte Familie (Une double famille, 1830)
- Ehefrieden (La Paix de ménage, 1830)
- Madame Firmiani (Madame Firmiani, 1830)
- Eine Frauenstudie (Étude de femme, 1832)
- Die falsche Geliebte (La fausse Maîtresse, 1841)
- Eine Evatochter (Une Fille d'Eve, 1830–39)
- Die Botschaft (Le Message, 1832)
- Die Grenadière (La Grenadière, 1832)
- Die Verlassene (La Femme abandonnée, 1832)
- Honorine (1843)
- Béatrix (1839)
- Gobseck (1830)
- Die Frau von dreißig Jahren (La Femme de trente ans, 1831–44)
- Vater Goriot (Le Père Goriot, 1834/35)
- Oberst Chabert (Le Colonel Chabert, 1832)
- Die Messe des Gottesleugners (La Messe de l'Athée, 1836)
- Die Entmündigung (L'Interdiction, 1836)
- Der Ehekontrakt (Le Contrat de Mariage, 1835)
- Zweite Frauenstudie (Autre Étude de Femme, 1842)

#### Szenen aus dem Provinzleben (Scènes de la vie de province)
- Ursula Mirouet (1841)
- Eugénie Grandet (1833)
- Verlorene Illusionen (Les Illusions perdues, 1837–43)
  - Die beiden Dichter (Les deux Poètes)
  - Ein großer Mann aus der Provinz in Paris (Un grand Homme de Province à Paris)
  - Die Leiden des Erfinders (Les Souffrances de l'Inventeur)

##### Die Ehelosen (Les Célibataires)
- Pierrette (1840)
- Der Pfarrer von Tours (Le Curé de Tours, 1832)
- Die „Fischerin im Trüben“ (Un Ménage de Garcon en Province(la Rabouilleuse), 1842)

##### Die Pariser in der Provinz (Les Parisiens en Province)
- Der berühmte Gaudissart (L'illustre Gaudissart, 1833)
- Die Muse des Départements (La Muse du Département, 1843)

##### Die Nebenbuhler (Les Rivalités)
- Die alte Jungfer (La Vieille Fille, 1836/37)
- Das Antiquitätenkabinett (Le Cabinet des Antiques, 1836–39)

#### Szenen aus dem Pariser Leben (Scènes de la vie parisienne)
- César Birotteau (1837)
- Das Bankhaus Nucingen (La Maison Nucingen, 1838)
- Glanz und Elend der Kurtisanen (Splendeurs et Misères des Courtisanes, (1839–47))
  - Wie leichte Mädchen lieben (Comme aiment les Filles)
  - Was alte Männer sich die Liebe kosten lassen (A combien l'amour revient aux vieillards)
  - Wohin schlechte Wege führen (Où mènent les mauvais chemins)
  - Vautrins letzte Gestalt (La dernière Incarnation de Vautrin)
- Die Geheimnisse der Fürstin von Cadignan (Les Secrets de la princesse de Cadignan, 1839)
- Facino Cane (1836)
- Sarrasine (1831)
- Pierre Grassou (1840)
- Ein Geschäftsmann (Un Homme d'Affaires, 1845)
- Ein Fürst der Bohéme (Un Prince de Bohème, 1840)
- Die Beamten (Les Employés, 1838)
- Gaudissart II (1844)
- Die Komödianten wider ihr Wissen (Les Comédiens sans le savoir, 1846)
- Die Kleinbürger (Les Petits Bourgeois, 1854)
- Die Kehrseite der Zeitgeschichte (L'Envers de l'Histoire contemporaine, 1842–46)
  - Madame de la Chanterie (Madame de la Chanterie)
  - Der Aufgenommene (L'Initié)

##### Geschichte der Dreizehn(Histoire des Treize)
- Ferragus (1834)
- Die Herzogin von Langeais (La Duchesse de Langeais, 1834)
- Das Mädchen mit den Goldaugen (La Fille aux yeux d'or, 1835)

##### Die verarmten Verwandten(Les parents pauvres)
- Tante Bette (La Cousine Bette, 1846)
- Vetter Pons (Le Cousin Pons, 1847)

#### Szenen aus dem politischen Leben (Scènes de la vie politique)
- Eine Episode aus der Zeit der Schreckensherrschaft (Un Épisode sous la Terreur, 1830)
- Eine dunkle Geschichte (Une ténébreuse Affaire, 1841)
- Der Abgeordnete von Arcis (Le Député d'Arcis, 1847)
- Z. Marcas (1840)

#### Szenen aus dem Soldatenleben (Scènes de la vie militaire)
- Die Königstreuen (Les Chouans, 1829)
- Eine Leidenschaft in der Wüste (Une Passion dans le Désert, 1830)

#### Szenen aus dem Landleben (Scènes de la Vie de campagne)
- Die Bauern (Les Paysans, 1844)
- Der Landarzt (Le Médecin de Campagne, 1833)
- Der Dorfpfarrer (Le Curé de Village, 1838/39)
- Die Lilie im Tal (Le Lys dans la Vallée, 1836)

### Philosophische Studien (Études philosophiques)
- Das Chagrinleder (La Peau de Chagrin, 1831)
- Jesus-Christus in Flandern (Jésus-Christ en Flandre, 1831)
- Melmoth (Melmoth réconcilié, 1835)
- Massimilla Doni (1839)
- Das unbekannte Meisterwerk (Le Chef-d'Oeuvre inconnu, 1831)
- Gambara (1837)
- Der Stein der Weisen (La Recherche de l'Absolu, 1834)
- Das verstoßene Kind (L'Enfant maudit, 1831–36)
- Lebwohl (Adieu, 1830)
- Die Maranas (Les Marana, 1832)
- Der Aufgebotene (Le Réquisitionnaire, 1831)
- El Verdugo (1830)
- Ein Drama am Meeresufer (Un Drame au bord de la mer, 1835)
- Maître Cornélius (dt. auch Meister Cornélius, 1831)
- Die rote Herberge (L'Auberge rouge, 1831)
- Katharina von Medici (Sur Catherine de Médicis, 1831–41)
- Das Lebenselixier (L'Elixir de longue vie, 1830)
- Die Verbannten (Les Proscrits, 1831)
- Louis Lambert (1832/33)
- Seraphita (Séraphîta, 1835)

### Analytische Studien (Études analytiques)
- Physiologie der Ehe (La Physiologie du Mariage, 1826)
- Die kleinen Nöte des Ehelebens (Petites Misères de la Vie conjugale, 1830–45)

### Balzacs Erläuterungen zu den Sittenstudien (6 Bücher)
„In diese sechs Bücher sind all die Sittenstudien verteilt, die die allgemeine Geschichte der Gesellschaft bilden […]. Diese sechs Bücher entsprechen übrigens allgemeinen Ideen. Ein jedes hat seinen Sinn und seine Bedeutung, und es gestaltet eine Epoche des menschlichen Lebens. […] Die Szenen aus dem Privatleben geben die Kindheit und die Jugend mit ihren Fehltritten, wie die Szenen aus dem Provinzleben das Alter der Leidenschaften, der Berechnungen, der Interessen und des Ehrgeizes geben. Die Szenen aus dem Pariser Leben endlich zeigen das Gemälde der Neigungen, der Laster und all der Zügellosigkeiten, wie sie die den Hauptstädten eigenen Sitten entwickeln, denn dort begegnen einander der Gipfel des Guten und der Gipfel des Bösen. Nachdem ich in diesen drei Büchern das soziale Leben geschildert hatte, blieb mir noch übrig, die Ausnahmeexistenzen zu zeigen, die die Interessen mehrerer oder aller zusammenfassen, und die gewissermaßen außerhalb des allgemeinen Gesetzes stehen: daher die Szenen aus dem Leben der Politik. Und als dieses ungeheure Gemälde der Gesellschaft vollendet und beendigt war, mußte ich sie da nicht in ihrem gewalttätigsten Stande zeigen, wie sie aus sich heraustritt, sei es, um sich zu verteidigen, sei es, um zu erobern? Daher die Szenen aus dem Soldatenleben, der noch am wenigsten vollendete Teil meines Werkes, für den jedoch in dieser Ausgabe Platz gelassen wird, damit ich ihn einordnen kann, wenn er beendet ist. Schließlich sind gewissermaßen die Szenen aus dem Landleben der Abend dieses langen Tagewerks, wenn ich das soziale Drama so nennen darf.“ (ibid.)

### Balzacs Erläuterungen zu den Philosophischen Studien
„In diesem Buch finden sich die reinsten Charaktere und die Nutzanwendung der großen Prinzipien der Ordnung, der Politik und der Moral. Das ist das Fundament voller Gestalten, voller Komödien und Tragödien, auf dem sich die Philosophischen Studien aufbauen, der zweite Teil des Werkes, in dem das soziale Werkzeug aller Wirkungen nachgewiesen wird, in dem, Empfindung für Empfindung, die Verheerungen des Denkens geschildert sind, und dessen erster Band ›Das Chagrinleder‹, die Sittenstudien gewissermaßen mit den Philosophischen Studien verbindet, und zwar durch das Bindeglied einer fast orientalischen Phantasie, die das Leben selber im Kampf mit der Begierde zeigt, einem Kampf, der das Prinzip jeder Leidenschaft ist.“ (ibid.)

## Deutsche Gesamtausgaben (Auswahl)
- Die menschliche Komödie, 16 Bände, Insel, Leipzig 1908–1911.
- Die menschliche Komödie, Hg. Fritz-Georg Voigt, Dünndruckausgabe, 22 Bände, Aufbau-Verlag, Berlin und Weimar 1961–1988.
- Die menschliche Komödie, Hg. Ernst Sander, 12 Bände, Goldmann, München 1971–1972; wieder als Taschenbuch: btb, Berlin 1998.